# موغابي والأفارقة البيض
موغابي والأفارقة البيض (بالإنجليزية: Mugabe and the White African) هو فيلم وثائقي صدر عام 2009م. الفيلم من تأليف لوسي بيلي وأندرو طومسون وإنتاج ديفيد بيرسون وإليزابيث مورغان هيموك. فاز الفيلم بالعديد من الجوائز. يُوثق الفيلم حياة عائلة زيمبابوية بيضاء تدير مزرعة في تشيجوتو، عاشت العائلة وهي تتحدى برنامج إعادة توزيع الأراضي في زيمبابوي والذي أعاد توزيع العقارات المملوكة للبيض ابتداءً من عام 2000م. يتتبع الفيلم المزارع الزيمبابوي الأبيض مايك كامبل صهره بن فريت، وعائلتها وهم يتحدون روبرت موغابي والحكومة الزيمبابوية أمام محاكم مجموعة التنمية لأفريقيا الجنوبية بسبب التمييز العنصري وانتهاكات حقوق الإنسان. تم عرض الفيلم لأول مرة في المملكة المتحدة في 21 أكتوبر 2009م في مهرجان لندن السينمائي. حصل الفيلم الوثائقي على إشادة من العديد من النقاد، وتحصل على تصنيف «جديد» بنسبة 97٪ على موقع الطماطم الفاسدة.

## السجل

### الترشيحات
- تترشح لجائزة الرابطة الوثائقية الدولية للإنجاز المتميز في فيلم روائي عالمي.
- دخل في القائمة المختصرة للحصول على جائزة الأوسكار لأفضل فيلم وثائقي.

### الجوائز
- جائزة الفيلم البريطاني المستقل لأفضل فيلم وثائقي.
- جائزة لجنة تحكيم ستيرليغ العالمية في مهرجان (AFI Docs) في واشنطن.
- جائزة لجنة التحكيم الخاصة في مهرجان هامبتون السينمائي الدولي في الولايات المتحدة الأمريكية.

## وصلات خارجية
- موغابي والأفارقة البيض على موقع IMDb (الإنجليزية)
- موغابي والأفارقة البيض على موقع روتن توميتوز (الإنجليزية)
- موغابي والأفارقة البيض على موقع نتفليكس (الإنجليزية)
- موغابي والأفارقة البيض على موقع ألو سيني (الفرنسية)
- موغابي والأفارقة البيض على موقع أول موفي (الإنجليزية)
- موغابي والأفارقة البيض على موقع قاعدة بيانات الفيلم (الإنجليزية)
- موغابي والأفارقة البيض على موقع ليتربوكسد (الإنجليزية)
- موغابي والأفارقة البيض على موقع كينوبويسك (الروسية)
- الموقع الرسمي (بالإنجليزية)